# Chafei Amsei Airport
Chafei Amsei Airport (engelska: Barretos Airport) är en flygplats i Brasilien.   Den ligger i kommunen Barretos och delstaten São Paulo, i den sydöstra delen av landet, 500 km söder om huvudstaden Brasília. Chafei Amsei Airport ligger 579 meter över havet.
Terrängen runt Chafei Amsei Airport är platt. Närmaste större samhälle är Barretos, 4,1 km nordost om Chafei Amsei Airport.
Omgivningarna runt Chafei Amsei Airport är en mosaik av jordbruksmark och naturlig växtlighet. Runt Chafei Amsei Airport är det ganska tätbefolkat, med 111 invånare per kvadratkilometer.